# هيو روسل
هيو روسل (بالإنجليزية: Hugh Russell) (مواليد 15 ديسمبر 1959) هو ملاكم آيرلندي، مثّل بلاده في الألعاب الأولمبية الصيفية 1980 وحقق الميدالية البرونزية في فئة وزن الذبابة.

## روابط خارجية
- هيو روسل على موقع بوكس ريك (الإنجليزية) (registration required)
- هيو روسل على موقع اللجنة الأولمبية الدولية (الإنجليزية)
- هيو روسل على موقع أوليمبيديا (الإنجليزية)